# Carlo Mazzoni (musicista)
Carlo Mazzoni (Gricignano di Aversa, ...) è un musicista, compositore e paroliere italiano.

## Biografia
Autore, compositore e arrangiatore di  brani interpretati da Adriano Celentano; dal 2004 è legato con un contratto di collaborazione al Clan Celentano.
La collaborazione con Celentano ha avuto inizio nel 1996 con il singolo Così come sei incluso nell'album Arrivano gli uomini a cui hanno fatto seguito il singolo Senza amore (incluso nell'album Io non so parlar d'amore) e Le stesse cose, utilizzata anche come sigla per il programma televisivo 125 milioni di cazzate condotto da Celentano stesso, e C'è sempre un motivo, che ha dato il titolo anche all'omonimo album del 2004. 
Ha scritto e composto la colonna sonora del mediometraggio la Divisa (regia Massimo Bonetti).
Ha scritto i testi e le musiche  delle due canzoni inedite nel disco "Dallo stadio Olimpico Live" di Massimo Ranieri dal titolo "Tutte le mie leggerezze", singolo promozionale e "Ho bisogno di te". (Giugno 2010)
Nel 2015 collabora con Suoni dall'Italia di Mariella Nava. Oggi si occupa di nuove produzioni indipendenti.